# Collegio unico
Il collegio unico è una circoscrizione elettorale che comprende l'intero territorio nel cui ambito si svolge una determinata elezione.
Se nel sistema maggioritario ad ogni seggio corrisponde un singolo collegio uninominale, generalmente anche il sistema proporzionale prevede una suddivisione del territorio, seppur su più grande scala, tramite un determinato numero di circoscrizioni elettorali. Non è tuttavia infrequente che nei sistemi plurinominali, cui il proporzionale appartiene, tali suddivisioni manchino del tutto, con la finalità di incrementare al massimo il tasso di proporzionalità del sistema, o comunque di esaltare il risultato politico generale della tornata elettorale. Quando si stia parlando di un'elezione politica, tale circoscrizione prende il nome di collegio unico nazionale.
In Italia il collegio unico nazionale fu introdotto per la prima volta dal fascismo con la legge Acerbo, che stabiliva l'elezione in blocco dei due terzi dei deputati tramite la lista che avesse raccolto il maggior numero di consensi nel paese, mentre la rete delle circoscrizioni plurinominali rimaneva in vigore solo per la scelta di quel terzo dei seggi che sarebbe stato dato alle minoranze. Il collegio unico nazionale non venne mai più abolito, venendo utilizzato per l'assegnazione dei resti nella legge elettorale proporzionale del 1946, e per la determinazione della distribuzione dei seggi fra i partiti nel Mattarellum, nel Porcellum, e nella legge elettorale per il Parlamento europeo. Il collegio unico regionale è usato dal Tatarellum sia per l'elezione dei consiglieri nel listino maggioritario bloccato, sia per l'assegnazione dei resti della parte proporzionale. Il collegio unico provinciale determina la suddivisione dei seggi nelle elezioni provinciali, come pure le elezioni comunali si svolgono attraverso collegi unici.
Il caso più famoso di utilizzo di collegi unici nel mondo è quello dell'elezione del presidente degli Stati Uniti, dato che in 48 dei 50 Stati i delegati al Collegio elettorale presidenziale vengono scelti in blocco sulla base di liste unificate che coprono l'intero territorio statale. In questo caso il collegio unico non viene utilizzato per accentuare la proporzionalità del sistema, ma in maniera esattamente opposta per esaltare la natura maggioritaria dell'elezione in palio.